# Bandeira da Suíça
A bandeira da Suíça foi posta pela Constituição Suíça em 1848. Consiste em uma cruz grega branca grossa e equilátera, inserida no centro de um quadrado vermelho. O comprimento de cada braço da cruz é 1/6 maior do que a sua largura. 
A bandeira foi desenhada pelo  General Dufour, com base na bandeira do cantão de Schwyz, a qual, por sua vez, deriva de uma das bandeiras de guerra do Sacro Império Romano.
E ao lado da Bandeira do Vaticano, são as únicas bandeiras nacionais quadradas do mundo. bandeiras de estados soberanos 

## Significado
O símbolo da cruz branca sobre fundo vermelho aparece pela primeira vez na história suíça como emblema do cantão de Schwytz, um dos cantões fundadores da Confederação Suíça, em 1291. A bandeira deste cantão ainda hoje tem a cruz branca no ângulo superior direito do seu fundo vermelho. O símbolo do crucifixo simbolizava a liberdade concedida pelo império aos habitantes daquele cantão.
Mais tarde, durante o século XV, as tropas de diversos cantões da antiga confederação combateram sob os seus estandartes cantonais respectivos, nos quais figurava todavia a cruz branca sobre fundo vermelho, signo da sua aliança e promessa de vitória. A partir da guerra da Suábia e ao longo do século XVI, as tropas compostas por regimentos de diferentes cantões combateram no estrangeiro sob a bandeira vermelha com a cruz branca.
Durante os séculos XVII e XVIII, os diferentes emblemas comunais e cantonais foram substituídos por bandeiras com as cores cantonais em forma de labaredas que rodeavam a cruz branca.
Todavia, só no século XIX, após a criação do Estado federal em 1848, a atual bandeira suíça se tornou o estandarte oficial da Confederação.
Quanto à bandeira do movimento internacional da Cruz Vermelha, criada em fins do século XIX por iniciativa do genebrino Henri Dunant, é uma transposição da bandeira suíça, traduzindo assim tanto a origem do fundador do movimento como as tradições humanitárias do país. 

Bandeira de guerra do Sacro Império usada nos séculos XIII e XIV.